# Varda Getzow
Varda Getzow (hebräisch ורדה גצוב; geb. 1953 oder 1955 in Jaffa, Israel) ist eine israelische Künstlerin, die durch ihre Arbeiten transgenerationale Traumata thematisiert. Ihr künstlerisches Schaffen und ihr Engagement für die Erinnerungskultur haben sie zu einer bedeutenden Stimme in der zeitgenössischen Kunstszene gemacht.

## Leben
Getzow wuchs in einer Familie auf, die tief vom Holocaust und dem Judenhass geprägt war. Ihr Großvater väterlicherseits verlor 1903 bei antijüdischen Pogromen in Belarus seine Eltern und eine Schwester und floh nach Deutschland. Dort konnte er mit Getzows Vater kurz vor dem Ausbruch des Zweiten Weltkriegs nach Palästina auswandern, während andere Familienmitglieder nicht entkommen konnten. Diese familiären Traumata und das Leid prägten Getzows Kindheit und Jugend. Sie studierte an der Royal Academy of Art in Den Haag und anschließend an der Kalisher School of Painting in Tel Aviv. Nach einem längeren Aufenthalt in Berlin, der durch eine Ausstellung und ein Stipendium des Berliner Senats und des Deutschen Akademischen Austauschdienstes (DAAD) ermöglicht wurde, lebt und arbeitet sie heute zwischen Tel Aviv und Berlin.

## Wirken
Getzows Kunstwerke setzen sich mit dem Holocaust, Krieg und transgenerationalen Traumata auseinander. Ihr Stil umfasst Zeichnungen, Installationen und Skulpturen, die sie als „Skulpturen für einen bestimmten Raum“ bezeichnet. Ihre Werke sind häufig von der Geschichte und dem Leid inspiriert, das sich durch ihre Familie zieht, aber auch von breiteren Themen wie der Natur des Krieges und dem Leiden von Kindern. Die Ausstellung Under Your White Stars in der Oskar Schindlers Emaillefabrik in Krakau stellt ein Beispiel ihres Schaffens dar, in der sie die Thematik der Kinder im Holocaust und deren universelles Leiden in Kriegszeiten aufgriff. Ihr Werk ist auch eine Auseinandersetzung mit der politischen und sozialen Realität, reflektiert in den Themen Verlust, Erinnerung und Postmemory. Getzow realisierte zahlreiche Soloausstellungen, darunter in der Whitechapel Gallery 1995 und im Museum of Israeli Art 1997, und wurde für ihr Engagement zur Erinnerungskultur durch die Initiierung von Stolpersteinen in Cochem und Berlin geehrt.